# Prométheus

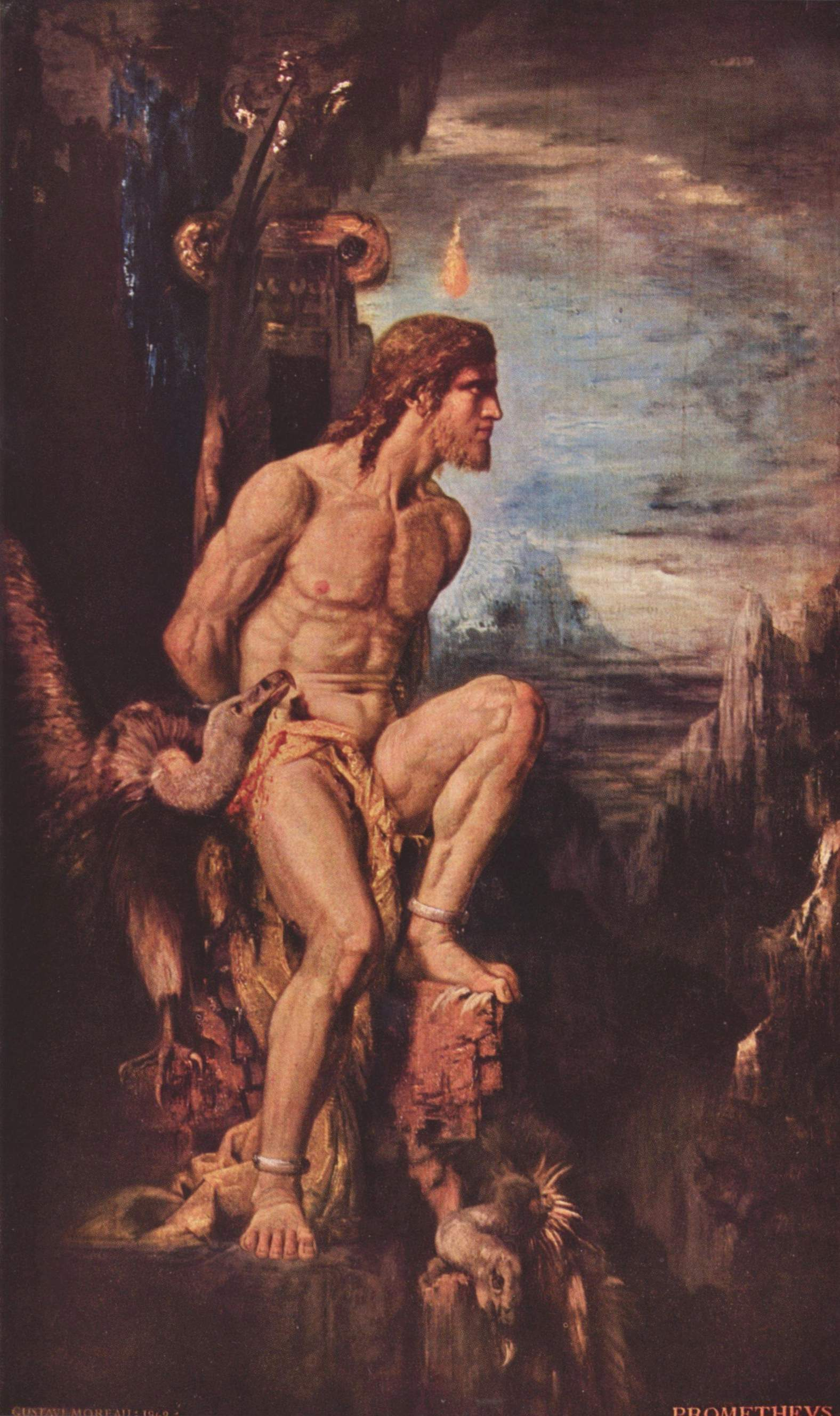
Prométheus (Gustave Moreau, 1868)

Prométheus (řecky Προμηθέας) je podle řecké mytologie Titán, syn Titána Íapeta a Titánky Themis, nebo podle některých zdrojů Klymené – stvořitel člověka, kterému přidělil oheň, za což byl potrestán bohem Diem. Jednou Zeus chtěl, aby lidé uctívali bohy a něco jim obětovali. Prométheus mu řekl, že si má přijít vybrat. Pod jednu kůži dal maso a kůže a pod druhou tuk a kosti. Zeus si vybral hromadu s tukem a kostmi a rozhněval se. Za tu drzost pak vzal lidem oheň, jenže Prometheus si vzpomněl, že v Diově krbu oheň nezhasíná, a tak z krbu oheň pro lidi ukradl. To Dia ještě víc rozzlobilo a nařídil Héfaistovi, aby Prométhea přikoval ke kavkazským skalám, a tak se také stalo. Každý den tam přilétal orel, aby se nasytil Prométheovými játry, která mu každou noc dorůstala.

## Prométheův život podle pověsti
Prométheus byl bratr Titánů Epimethea a Atlanta, oba však předčil svou vychytralostí a mazaností. Neměl žádnou úctu k bohům a vysmíval se Diovi, ačkoliv na straně bohů bojoval proti Titánům. Byl velmi statečný. Jednou v boji proti Titánům vyhrál.

### Bohům kosti a maso lidem
Prométheus byl stvořitelem člověka – sochy z hlíny a dešťové vody. Této neživé soše vdechla duši Palas Athéna. Jednou došel Zeus k Prometheovi a řekl, že by lidé měli bohům přinášet oběti za to, že jim dovolují žít. Druhý den Prometheus zabil býka, stáhl z něj kůži, do které zabalil maso, dal to na jednu hromadu a na druhou dal kosti obalené tukem. Potom zavolal Dia a řekl: „Pojď Die, vyber první hromadu toho co chceš, aby lidé obětovali bohům, a druhou, co si mají ponechat.“ Zeus, který očekával nějakou zradu, přišel k hromadě kostí s tukem, odhrnul bílý tuk a uviděl kosti; když přišel k druhé hromadě a odhrnul kůži, ucítil pach masa a vrátil se na Olymp. Od té doby lidé obětovali bohům pouze tuk a kosti.

### Oheň lidem a trest
Zeus, rozladěn lstí s obětinou, uhasil na zemi vichrem veškerý oheň, vodou zalil všechna ohniště a řekl: „Když si mohou dopřávat masa místo nás, ať ho jedí syrové“.[zdroj?] Prométheovi bylo líto, když viděl, jak se jím stvoření lidé chvějí v chladu o zimních nocích a jedí syrové maso. Rozhodl se vrátit jim oheň, lstí jej bohům ukradl a přinesl ho lidem ukrytý v dutině hole.
Za tento čin se ho Zeus rozhodl krutě potrestat: Nechal Prométhea přikovat ke skále v pohoří Kavkaz a čekal, kdy ho viník začne za svůj čin odprošovat. Prométheus ho však neodprosil, a tak za ním Zeus poslal orla Ethona (v mnoha zpracováních zaměňovaný za supa), který Prométheovi každý den rval z těla játra. Ta mu pak do druhého dne dorůstala a orel měl po 12 generací co žrát.
Prométheus měl také jasnovidecké schopnosti, které zdědil po matce. Viděl zánik Olympu a všech bohů. Zeus mu slíbil svobodu, když mu prozradí věštbu, ale Prométheus odolával.
Nakonec Zeus Prométhea obměkčil a ten mu řekl, ať provdá bohyni Thetidu (na kterou si Zeus dělal zálusk) za smrtelníka, neboť Thetidin syn převýší v síle, moudrosti, kráse a vůbec ve všem svého otce. To znamená že kdyby byl otcem Zeus, tak ho jeho syn předčí. Zeus na radu Prométhea provdal Thetis za Pélea a z tohoto svazku se zrodil slavný bojovník Achilles, který bojoval a padl u Troje.

### Osvobození
Po dvanácti generacích Promethea osvobodil hrdina Héraklés: skolil orla šípem. Prometheus se pak vrátil na Olymp, stále však u sebe musel mít skálu, ke které byl přikován, alespoň ve formě prstenu s kamínkem.

## Mýtus o Prométheovi v perspektivě srovnávací mytologie
Ačkoli mýtus o Prométhovi patří mezi nejznámější antické mýty, nemá přímou paralelu v jiných indoevropských mytologiích. Odkazy na Kavkaz i mýtus o krádeži ohně bohům, přikování ke skále a orlovo klování však Prométhea spojují s mytologií národů Kavkazu. Prométheovi nejpodobnější osud měl gruzínský hrdina Amirani (Amirán), který proslul jako bojovník proti démonům. Když však rozhněvaný bůh Armazi lidem uzmul oheň, Amirani ho bohům ukradl a lidem vrátil. Za to jej bohové přikovali ke skále. Amirani si neustále tře okovy o skálu (podle jiné verze mu je okusuje jeho pes), ale ve chvíli, kdy zeslábnou, přiletí orel a klovne Amiraniho do srdce. V tu chvíli přijde božský kovář, a než Amirani procitne, je znovu pevně připoutaný.
Lstivý, ale přesto lidumilný a štědrý Prométheus je typický kulturní hrdina s atributy šprýmaře, v širším kontextu jej tedy můžeme srovnat s dalšími šprýmaři, jako byl např. polynéský hrdina Maui nebo Kojot a Krkavec v mýtech severoamerických indiánů, kteří rovněž přinesli lidem oheň či světlo a nezřídka byli za svou krádež tvrdě potrestání.

## Literární díla o Prométheovi
- Aischylos, Spoutaný Prométheus
- Percy Bysshe Shelley, Odpoutaný Prométheus
- Kniha „Prometheus Upoutaný“ (volně ke stažení – EN verze)

## Odkaz v populární kultuře

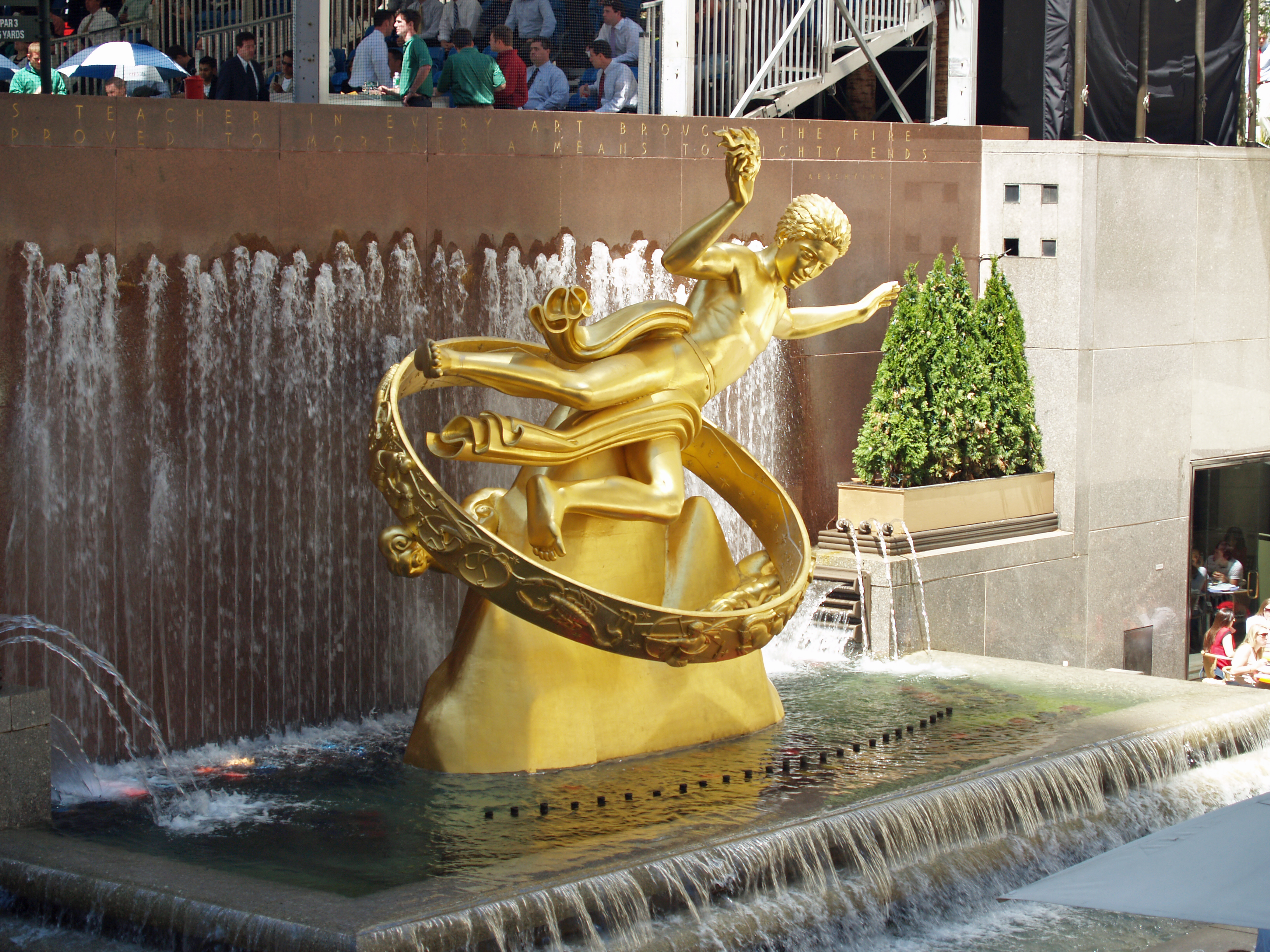
Socha Prométhea v Rockefeller Center.

### Televize a film
V americkém seriálu Hvězdná brána (anglicky Stargate SG-1) je po této postavě pojmenován pozemský vesmírný křižník X-303, který se využívá jak na cestování vesmírem, tak i na obranu Země.
Americký film režiséra Ridleyho Scotta, Prometheus z roku 2012, je prequelem filmu Vetřelec. Ve filmu se také nachází vesmírná loď pojmenovaná Prometheus.

### Beletrie
V thrilleru Prométheus v plamenech autorů Scortia-Robinson z roku 1976 je jako Prométheus pojmenována jaderná elektrárna, v níž dojde k tzv. čínskému syndromu.

### Časopis Prometheus
Nekomerční filosoficko-literární časopis Prometheus je unikátním vydavatelským počinem, na němž se podílelo více než 130 autorů prostřednictvím stovek textů, uveřejněných na bezmála 1000 stranách. Během let 1995–2002 se s královéhradeckým Prometheem seznámili významní filosofové i osobnosti z jiných, příbuzných oblastí. Časopis Prometheus, jakož i sborníky z prometheovských kolokvií a filosofické kalendárium, které vznikly na půdě Univerzity Hradec Králové, jsou k dispozici na http://web.uhk.cz/prometh/Komplet/index.html

## Medicína
Speciální dialyzační zařízení, které obstarává funkci ledvin i jater. Indikuje se při selhání jater. Umožňuje přečkání jisté doby, než mohou být játra transplantována.
Název je asi odkazem na utrpení Prométhea, kterému ptáci klovali játra, za trest, že se zprotivil bohům.